# Women's Premiership
La Women's Premiership fue un torneo nacional de rugby femenino de Inglaterra.
Fue organizada por la Rugby Football Union for Women.
En 2017 fue reemplazada por Premier 15s.

## Historia
El rugby femenino en Inglaterra estuvo inicialmente a cargo de la Women's Rugby Football Union en todas las islas británicas. La Women's Premiership se formó en 1990 como el nivel más alto del rugby femenino en las islas británicas. En 1994, se formó la Rugby Football Union for Women y se hizo cargo de la gestión del rugby femenino en Inglaterra, incluida la Women's Premiership, después de que Escocia, Irlanda y Gales dejaran la Women's Rugby Football Union. Al principio, la mayoría de los equipos de la liga eran equipos universitarios. Desde que la RFUW se hizo cargo y se permitió el profesionalismo en 1996, los equipos universitarios fueron reemplazados gradualmente por clubes femeninos asociados con clubes masculinos profesionales y semiprofesionales, ya que pudieron brindarle al equipo femenino la financiación para poder competir.

## Campeones
| Temporada | Campeón     |
| --------- | ----------- |
| 1988-89   | Richmond FC |
| 1989-90   | Wasps RFC   |
| 1990-91   | Richmond FC |
| 1991-92   | Wasps RFC   |
| 1992-93   | Saracens    |
| 1993-94   | Saracens    |
| 1994-95   | Richmond FC |
| 1995-96   | Saracens    |
| 1996-97   | Richmond FC |
| 1997-98   | Saracens    |
| 1998-99   | Saracens    |
| 1999-00   | Saracens    |
| 2000-01   | Clifton     |
| 2001-02   | Saracens    |
| 2002-03   | Wasps RFC   |

| Temporada | Campeón              |
| --------- | -------------------- |
| 2003-04   | Wasps RFC            |
| 2004-05   | Wasps RFC            |
| 2005-06   | Saracens             |
| 2006-07   | Saracens             |
| 2007-08   | Saracens             |
| 2008-09   | Saracens             |
| 2009-10   | Richmond FC          |
| 2010-11   | Richmond FC          |
| 2011-12   | Richmond FC          |
| 2012-13   | Worcester Valkyiries |
| 2013-14   | Richmond FC          |
| 2014-15   | Saracens             |
| 2015-16   | Richmond FC          |
| 2016-17   | Aylesford Bulls      |

## Palmarés
| Equipo               | Campeón |
| -------------------- | ------- |
| Saracens             | 12      |
| Richmond FC          | 9       |
| Wasps RFC            | 5       |
| Worcester Valkyiries | 1       |
| Aylesford Bulls      | 1       |
| Clifton              | 1       |